# Henri Leeuw sr.
Jean Henri Leeuw of Henri Leeuw sr. (Arcen, 28 maart 1819 - Nijmegen, 13 oktober 1909) was een Nederlands beeldhouwer.

## Leven en werk
Leeuw was een zoon van Pierre François Leeuw en Megtilde van Daelen. In 1839 vertrok hij naar Parijs, waar hij lessen volgde aan de École des Beaux Arts onder François Jouffroy en François Rude. Leeuw kreeg verscheidene opdrachten van het Franse hof. Hij verzorgde in opdracht van Louis Philippe I van Frankrijk onder meer het marmeren beeldhouwwerk aan de graven van de koninklijke familie in Dreux. In de jaren 1842-1848 restaureerde Leeuw beeldhouwwerk in diverse kerken, waaronder de Notre-Dame en Sainte-Chapelle in Parijs.
Rond 1850 keerde Leeuw als weduwnaar van Joséphine Alexandrine Aimée Thubeuf terug naar Nederland, waar hij zich vestigde in Roermond. Hij werkte er waarschijnlijk enige tijd in het Atelier Cuypers-Stoltzenberg. Uit zijn tweede huwelijk in 1860 met Anna Amelia Hubertina Raemaekers werden in Roermond onder anderen Henri Leeuw jr. (1861-1918), kunstschilder en beeldhouwer, Oscar Leeuw (1866-1944), architect, en Rosa Elisa Leeuw (1868-1937) geboren. Laatstgenoemde trouwde in 1896 met de kunstschilder en graficus Paul Bodifée (1866-1938).
Vanaf 1866 wordt Leeuw vermeld met een eigen atelier. Hij werkte met Pierre Cuypers nog wel samen aan de restauratie van de Munsterkerk in Roermond. Een voorbeeld van vroeg eigen werk is het Grafmonument Guillon-Engels in Panningen.
Voor koning Willem III maakte Leeuw in 1857 een portretmedaillon van de koning. Het werk viel blijkbaar zo in de smaak dat Leeuw werd geridderd in de Orde van de Eikenkroon. Voor een buste van Leopold I van België ontving hij in 1865 de Leopoldsorde. Hij zou later nog portretmedaillons maken van de koning Wilhelm van Pruisen (1866) en koningin Sophie (1879-1880).
In 1887 verhuisde Leeuw met zijn gezin naar Nijmegen, waar zoon Henri op dat moment al woonde. Samen met Henri maakte hij onder meer het kalkstenen beeld van een leeuw (1886) in het Kronenburgerpark. Hij overleed in 1909 en werd begraven op de R.K. begraafplaats aan de Daalseweg te Nijmegen.

## Afbeeldingen

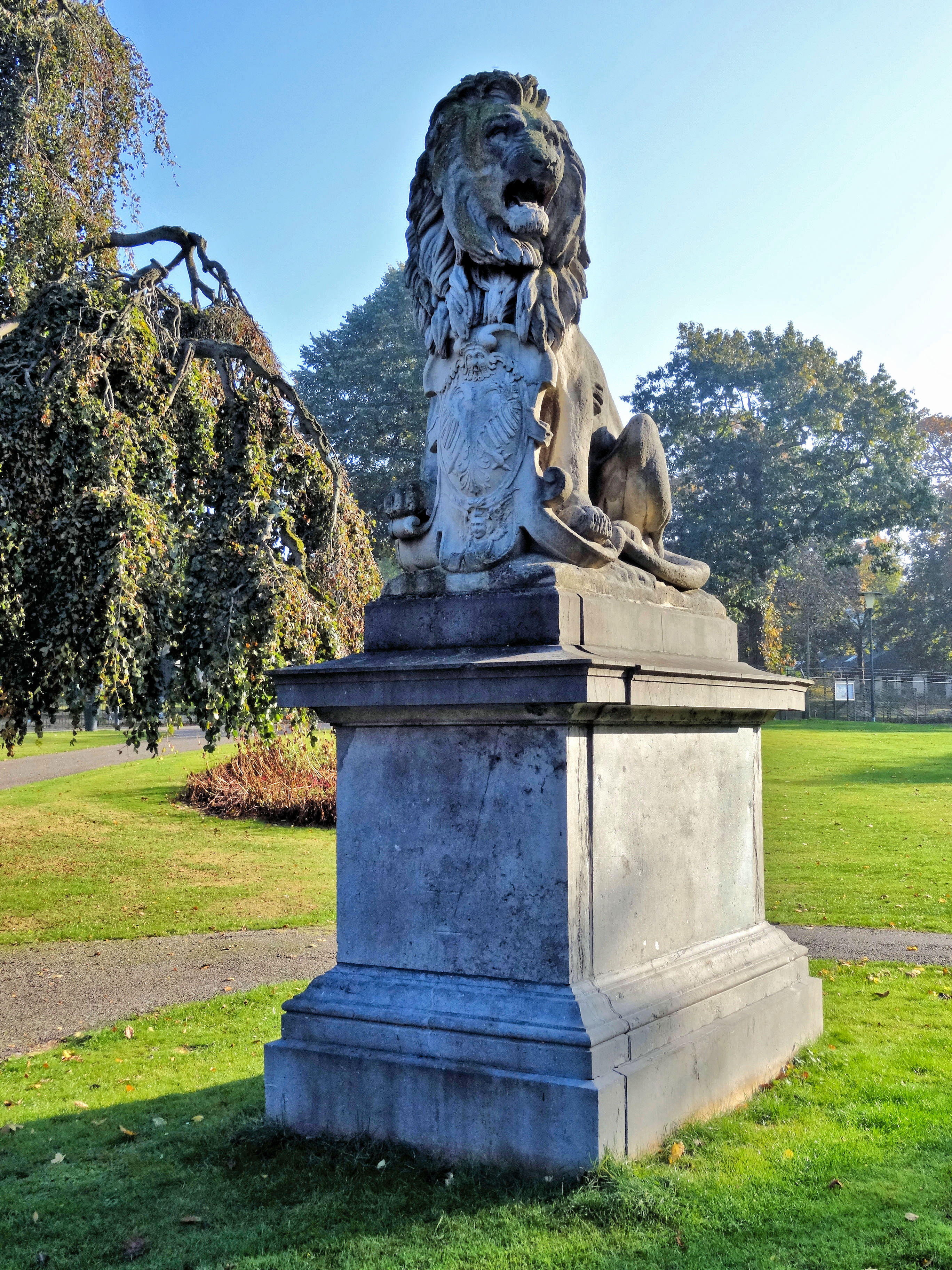
Leeuw (1886) in het Kronenburgerpark van Henri Leeuw sr. en Henri Leeuw jr.
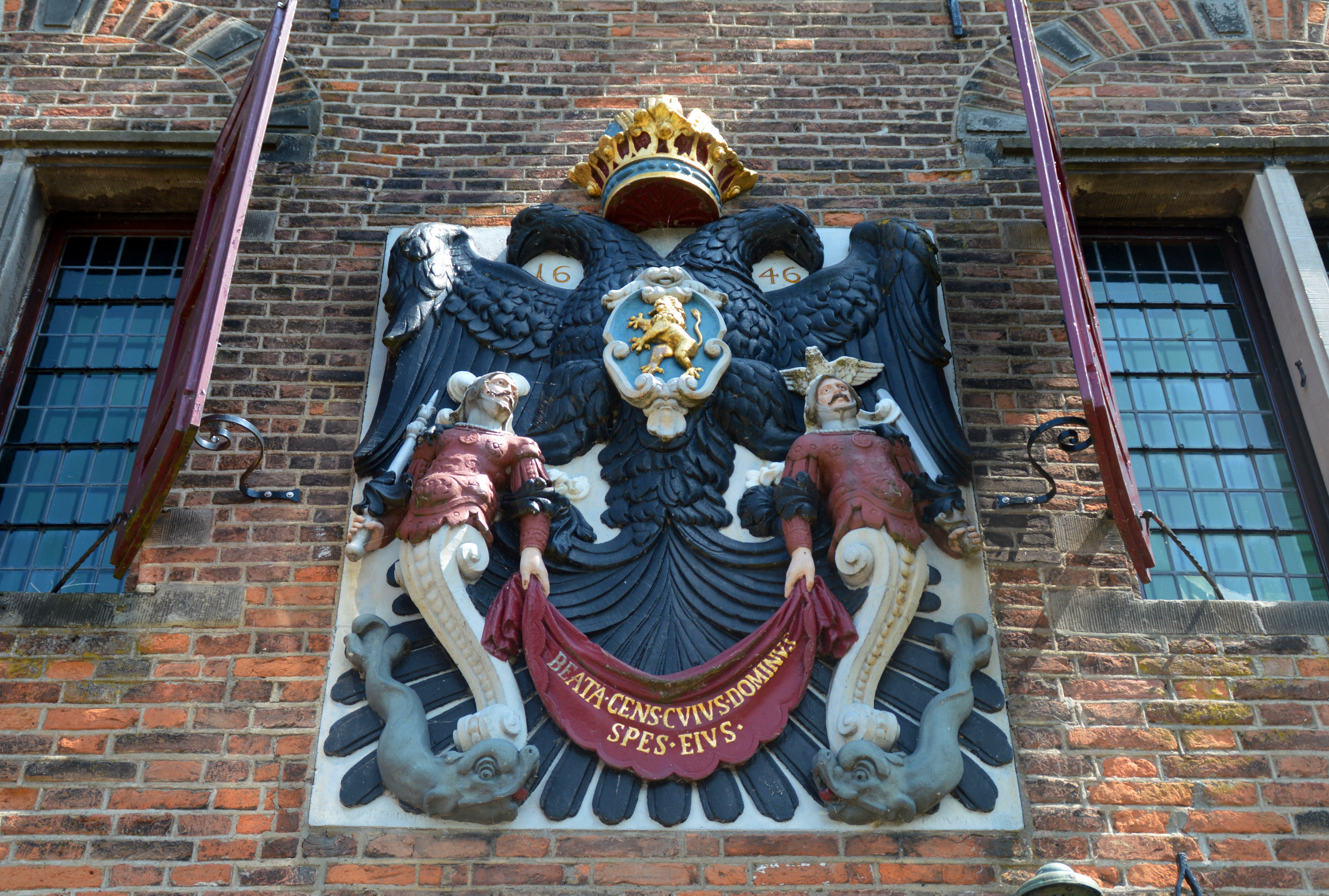
Belvédère gevelsteen, Hunnerpark Nijmegen 1646. Replica uit 1888
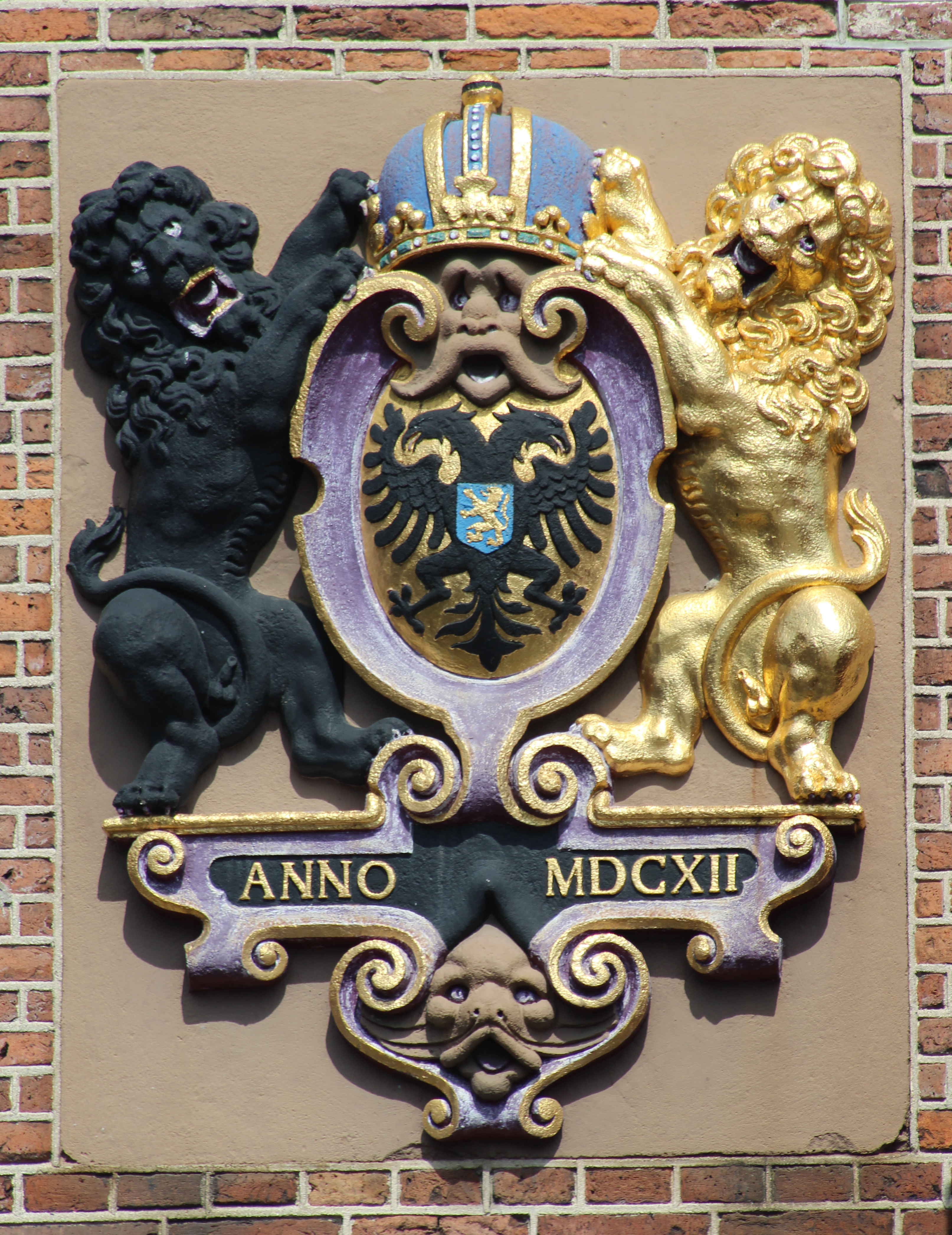
Wapen van Nijmegen aan de Boterwaag in Nijmegen